# 田村悦宏
田村 悦宏（たむら よしひろ、男性、1965年（昭和40年）6月14日 - ）は、日本の空手家。東京都世田谷区出身。

## 来歴
1984年、極真会館城西支部（山田雅稔）に入門（同支部では市村直樹（故人。元・同会館城西下北沢支部長）がほぼ同期）。当初は会社員として空手に励み、第1回京都大会等に出場して試合経験を積んでいたが、大会に入賞するようになった後に退社し、アルバイトをしながら空手に専念するようになる。重い体重を乗せたパワフルな突きと蹴りを生かして、第21回オープントーナメント全日本空手道選手権大会では桑島靖寛（前年の同大会優勝者）らに勝利して決勝に進出、八巻建弐に敗れるも準優勝（この八巻との決勝戦では甲乙つけがたい戦いをし、後の大会で八巻に勝利している）。第24回大会では準決勝で岡本徹に勝利し、決勝で数見肇に勝利して、優勝を果たした。第30回大会では数年ぶりに決勝進出、その時まで過去1勝1敗の数見肇と3度目の対戦で敗れたものの、準優勝。全日本大会では好成績を挙げているが、全世界大会には3度出場するものの入賞していない。
2024年4月をもって湘南支部長を退き、極真会館（松井館長）を退館。

## 成績
- 第21回全日本空手道選手権大会　準優勝
- 第8･9回全日本ウェイト制 重量級 優勝
- 第5回全世界選手権　出場
- 第24回全日本空手道選手権大会　優勝
- 第25回全日本空手道選手権大会　準優勝
- 第6回全世界選手権　出場
- 第28回全日本空手道選手権大会　第7位
- 第29回全日本空手道選手権大会　第4位
- 第30回全日本空手道選手権大会　準優勝
- 第7回全世界選手権　出場